# رشكلا (دابوي الجنوبي)
رشکلا (بالفارسية: رشکلا) هي قرية تقع في إيران في قسم دابوي الجنوبی الريفي. يقدر عدد سكانها بـ 2,505 نسمة .